# كانتون ديليغ
كانتون ديليغ (بالإنجليزية: Déleg Canton)‏ هو كانتون في الإكوادور، يتبع مقاطعة كانار.

## أعلام
- لويس كورديرو كريسبو